# Tubeufia javanica
Tubeufia javanica är en svampart som beskrevs av Penz. & Sacc. 1898. Tubeufia javanica ingår i släktet Tubeufia och familjen Tubeufiaceae.   Inga underarter finns listade i Catalogue of Life.